# 博伊德 (密蘇里州)
博伊德（英語：Boyd）是位於美國密蘇里州達拉斯縣的非建制地區。

## 歷史
博伊德的郵局於1864年設立，其後於1887年停運。

## 地理
博伊德所處的海拔為高於海平面372米（即1220英呎），而該地所採用的時區為UTC-6，即北美中部時區（CST）。同時該地設有夏令時間，為UTC-6調快一小時，即UTC-5（CDT）。